# Hypertextová próza
Hypertextová próza je žánrem elektronické literatury, tj. literatury, jež vzniká technikami, které ve svých podstatných aspektech využívají možností počítačů či počítačových sítí, a jsou s jejich pomocí šířeny nebo veřejně prezentovány. Charakteristickým znakem hypertextové prózy je využití hypertextových odkazů k docílení nelineárního způsobu vyprávění a nové formy čtenářského zážitku. Když si čtenáři zvolí jeden z nabízených odkazů, přesunou se z jednoho uzlu na druhý. Takovým způsobem si poskládají jednu z mnoha potenciálních variant příběhu.
Koncept hypertextové prózy se rovněž vyskytuje i v tradičních literárních dílech publikovaných před vznikem internetu, v nichž je nelineárního a interaktivního způsobu vyprávění docíleno použitím interních odkazů. Příkladem takové literatury jsou Odysseus (v originále Ulysses, 1922) Jamese Joyce, Zahrada, v které se cestičky rozvětvují (v originále El jardín de senderos que se bifurcan, 1941) Jorgea Luise Borgese, Bledý oheň (v originále Pale Fire, 1962) Vladimira Nabokovova, Nebe, peklo, ráj (v originále Rayuela, 1963) Julia Cortázara, Encyclopedia (tj. „Encyklopedie“, 1969) Richarda Horna, Hrad zkřížených osudů (v originále Il castello dei destini incrociati, 1973) Itala Calvina, Gamebook nebo knižní interaktivní příběhy pro mladistvé.
V roce 1969 obdrželi Ted Nelson z Brownovy univerzity společně s IBM oprávnění od Nabokovova vydavatele použít Bledý oheň při demonstraci rané verze v té době vyvíjeného hypertextového systému. Od poněkud nekonvenční demonstrace se nakonec upustilo, přednost dostala její techničtější varianta.

## Charakteristika
Typickým rysem hypertextové prózy je síť uzlů, jež dohromady tvoří fiktivní příběh. Každý uzel sestává z textu, odkazů nebo obrázků a obvykle čtenářům nabízí několik možností, jak by se mohl příběh vyvíjet. Čtenáře na rozdíl od tradiční literatury neomezuje lineární narativ s jasně vymezeným začátkem a koncem. Příběh se odvíjí na základě čtenářské volby – čtení hypertextové prózy by se tak dalo přirovnat ke čtení encyklopedie. Takový výsledek není náročné docílit v tradiční, papírové formě, problém však nastává v digitálním prostředí, kde se čtenáři mohou snadno ocitnout v nečekané smyčce. Michael Joyce v úvodu k první hypertextové próze uvádí: „Když se příběh dále nevyvíjí, nebo když se zacyklí, nebo když vyčerpáte veškeré nabízené možnosti, čtenářská zkušenost je u konce.“
Existuje několik forem hypertextové prózy: axiální, rozvětvená a spletitá. Hypertextová próza může obsahovat prvky všech tří forem.
- Axiální hypertextová próza se soustředí kolem hlavní dějové linie, má však definované i vedlejší.
- Rozvětvená hypertextová próza nabízí několik individuálních a na sobě nezávislých příběhů.
- Spletitá hypertextová próza sestává z vícero výchozích bodů, a ne vždy nabízí konec.

## Definice
Na konkrétní definici hypertextové literatury nepanuje shoda. V obdobném významu se někdy používá i termín cybertext. Čtenáři hypertextové prózy přebírají při formování a odkrývání příběhu významnou roli. Zkušenosti jednotlivých čtenářů se liší na základě rozhodnutí, jež při čtení učiní. Cybertext je možné přirovnat k pomyslnému přechodu mezi tradiční literaturou, například románem, a hrou. Čtenáři tradičního románu nemají na výběr: děj a postavy jsou předem dané autorkou nebo autorem, nejsou zde přítomni „uživatelé“, nýbrž „čtenáři.“ Jedná se o zásadní rozdíl, jelikož čtenáři románů nejsou jejich aktivními účastníky. Při hrách nastává zcela opačná situace: hráči se téměř neustále podílejí na dalším vývoji a rozhodují se, kterým směrem se vydat, koho udeřit, nebo kdy a kam skočit.
Espan Aarseth, norský teoretik elektronické literatury, nevnímá cybertext jako samostatný žánr. Aby bylo možné tradice, literární žánry a estetické hodnoty klasifikovat, texty by se měly zkoumat více na lokální úrovni. Hypertextová próza je dle Aarsetha druhem tzv. ergodické literatury: „Ergodická literatura vyžaduje pro orientaci v textu netriviální úsilí. Má-li být koncept ergodické literatury validní, pak musí existovat i neergodická literatura, jež vyžaduje pouze triviální úsilí bez extranoematických nároků na čtenáře, s výjimkou (například) pohybu očí a pravidelného či nahodilého obrácení stránek.“
Čtení a sledování lineárního narativu dle něj naopak vyžaduje pouze triviální úsilí: pouhý pohyb očima při čtení textu a obrácení stránek. Text žádným zásadním způsobem čtenáři nevzdoruje.

## Historie
První hypertextové prózy byly publikovány pomocí softwaru Storyspace či HyperCard, a to ještě před vznikem sítě World Wide Web. Pionýři žánru byli Judy Malloy s hypertextovým projektem Uncle Roger (tj. „Strýček Roger“, 1986) a Michael Joyce s afternoon, a story (tj. „příběh večera“, 1987).
Delirium (1994) Douglasa Coopera byl první hypertextový román, který se na internetu vydával na pokračování; v románu bylo možné pohybovat se mezi čtyřmi paralelními příběhovými linkami. Robert Arellano vydal pod pseudonymem Bobby Rabyd Sunshine 69 (1996), první interaktivní román na internetu, jehož součástí byla i navigovatelná mapa, nelineární kalendář s událostmi a „kufřík“ s postavami, díky němuž měli čtenáři k dispozici devět úhlů pohledů. Krátce na to vydal Mark Amerika GRAMMATRON (1997), multilineární dílo, jež bylo v roce 2000 uvedeno v rámci Whitney Biennial.
V devadesátých letech využilo potenciálu hypertextu i množství spisovatelek a feministických autorek. Cyberflesh Girlmonster Lindy Dement je hypertextové dílo distribuované na CD-ROMU; sestává z částí ženského těla, které je možné kombinovat dle libosti a vytvářet tak zcela nové tvary. Hypertextová novela These Waves of Girls Caitlin Fisher se odehrává ve třech časových rovinách, v nichž se protagonistka skrz vzpomínky seznamuje se svojí queer identitou. Příběh je psán stylem úvahy, deníku se vzájemně propojenými vzpomínkami z dětství, dospívání a dospělosti. Sestává z multimodální kolekce souvisejících uzlů textu, statických, pohyblivých či modifikovatelných obrázků, animací a zvukových útržků. Novela získala v roce 2001 ocenění od Electronic Literature Organization.
Dalšími příklady internetové hypertextové prózy jsou Six Sex Scenes (tj. „Sex v šesti obrazech“, 1995) Adrienne Eisen, Hegirascope (1995, 1997) Stuarta Moulthropa, The Unknown (v roce 1998 obdrželo cenu trAce Alt X) nebo The Company Therapist (tj. „Firemní terapeut“, 1996–1999) (časopisem Net Magazine zvoleno za „Zábavní web roku“). Mezi relativně nedávná hypertextová díla se řadí Lucy Hardin's Missing Period (2010) Stephena Marche či Luminous Airplanes (tj. „Svítící letadla“, 2011) Paula La Farge.
Mezi organizace prosazující elektronickou literaturou patří mezinárodní Electronic Literature Organisation založená v roce 1999 a se sídlem ve Spojených státech, dále pak britská trAce Online Writing Community založená v roce 1995, časopis Dichtung Digital zabývající se kritikou elektronické literatury (dostupný v angličtině a němčině) či norská síť ELINOR s repositářem norské elektronické literatury. Repositář Electronic Literature Directory nabízí elektronickou literaturu v angličtině i jiných jazycích.

## Česká hypertextová próza
V důsledku omezených technických možností doby je historie hypertextové prózy v českém prostředí skromná. V roce 1999 zveřejnil Petr Stradický multimediální internetový projekt HyperHomer. Jeho cílem bylo inovovat samotné čtenářství a po dlouhé době změnit literární paradigma, a to tím, že čtenáře povzbuzoval k tvorbě a sdílení vlastních pokračování, čímž je povýšil na spoluautory.
Druhým a technicky rozvinutějším příkladem je internetové dílo Město.html (1999) Markéty Baňkové, v němž autorka zkoumá lidskou identitu v kontextu digitálního prostředí.

## Kritika
Hypertextová próza bývá kritizovaná pro svoji „těkavost“ – její text je oproti tištěným knihám spíše dynamického, flexibilního a interaktivního charakteru. Kromě náročného čtení představuje nesmírně obtížný úkol i tvorba hypertextové prózy. V případě příběhu, jehož individuální části mohou sloužit jako počáteční i koncový uzel zároveň se autor může potýkat s technickými problémy a v neposlední řadě situacemi, kdy je nutné opakovaně představovat jednotlivé postavy či koncepty příběhu v každém uzlu či sekci.
Někteří čeští autoři či kritici zaujali koncem devadesátých let vůči elektronické literatuře (a kultuře internetu ve všeobecnosti) spíše negativní postoj, zejména ti, kteří neměli s internetem téměř žádné zkušenosti.